# 1377 Roberbauxa
1377 Roberbauxa (1936 CD) là một tiểu hành tinh vành đai chính được phát hiện ngày 14 tháng 2 năm 1936 bởi L. Boyer ở Algiers.